# Санатрук I (правитель Хатри)
Санатрук I — правитель Хатри в 138-176/177.
Його батьком був його попередник Нашру. Санатрук I відомий з 23 написів, знайдених в Хатрі. При цьому лише один має дату і належить до 176/177. У ньому повідомляється про будівництво будівлі.
Санатрук I був одним з перших правителів Хатри, який прийняв титул mlk'  (цар), але при цьому він зберіг за собою колишній титул mry'  (пан). Неясно, чи правив разом зі своїм братом Волгашем, чи слідував за ним. У будь-якому разі, наступним царем за братами був син Санатрука Абдсамія.